# Paul Haviland

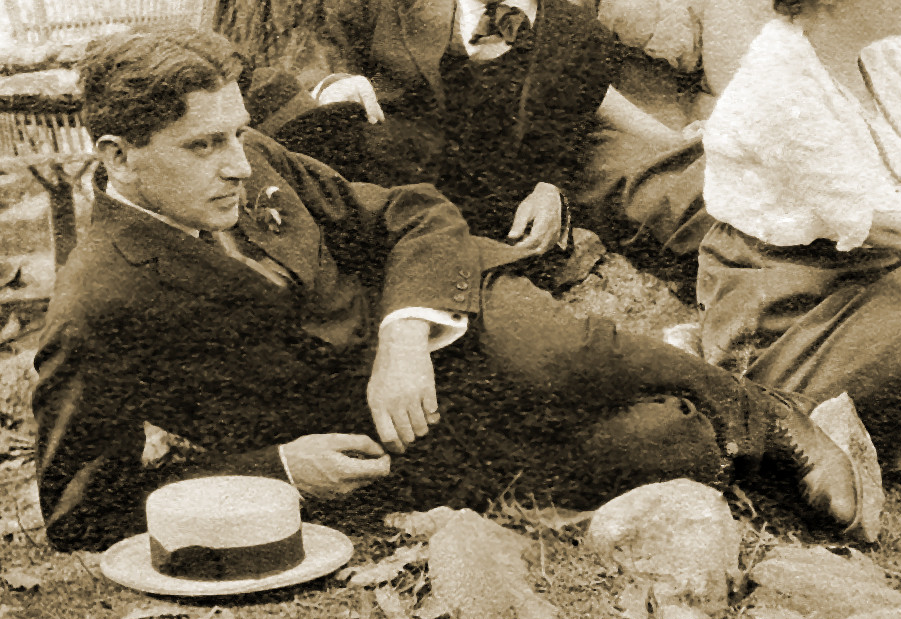
Paul Haviland, 1912 (Ausschnitt)

Paul Burty Haviland, auch Paul B. Haviland, (* 17. Juni 1880 in Paris; † 21. Dezember 1950 in  Yzeures-sur-Creuse) war ein amerikanisch-französischer Fotograf, Schriftsteller und Kunstkritiker des frühen 20. Jahrhunderts, der eng mit Alfred Stieglitz und der Photo-Secession verbunden war.

## Leben

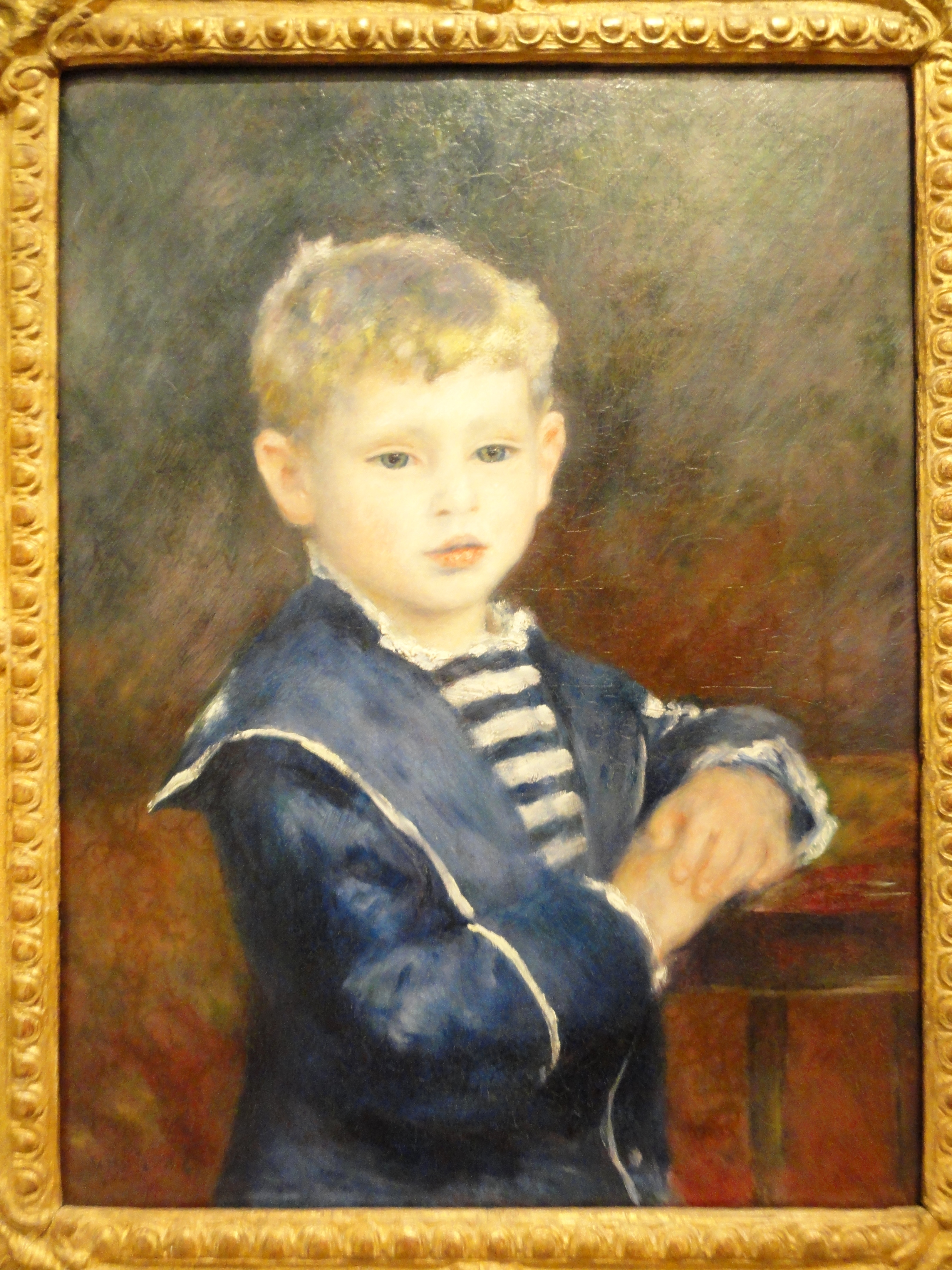
Pierre-Auguste Renoir: Portrait de Paul Haviland, 1884, Nelson-Atkins Museum of Art, Kansas City

Paul Haviland war der Sohn von Charles Edward Haviland (1839–1921) und Madeleine Burty (1860–1900). Sein Vater war der Eigentümer der bekannten Porzellanfabrik Haviland & Co. in Limoges, seine Mutter die Tochter des Kunstkritikers Philippe Burty. Dank seiner sehr wohlhabenden Familie kam er frühzeitig mit Kunst, Musik und Theater in Kontakt. Pierre-Auguste Renoir schuf ein Porträt des Jungen im Alter von vier Jahren.
Nach einem Studium an der Universität von Paris studierte er von 1899 bis 1902 an der Harvard University in Cambridge. Nach der Graduierung arbeitete er ab 1901 in New York als Repräsentant in der Porzellanfirma des Vaters, verbrachte aber wenig Zeit im Büro.

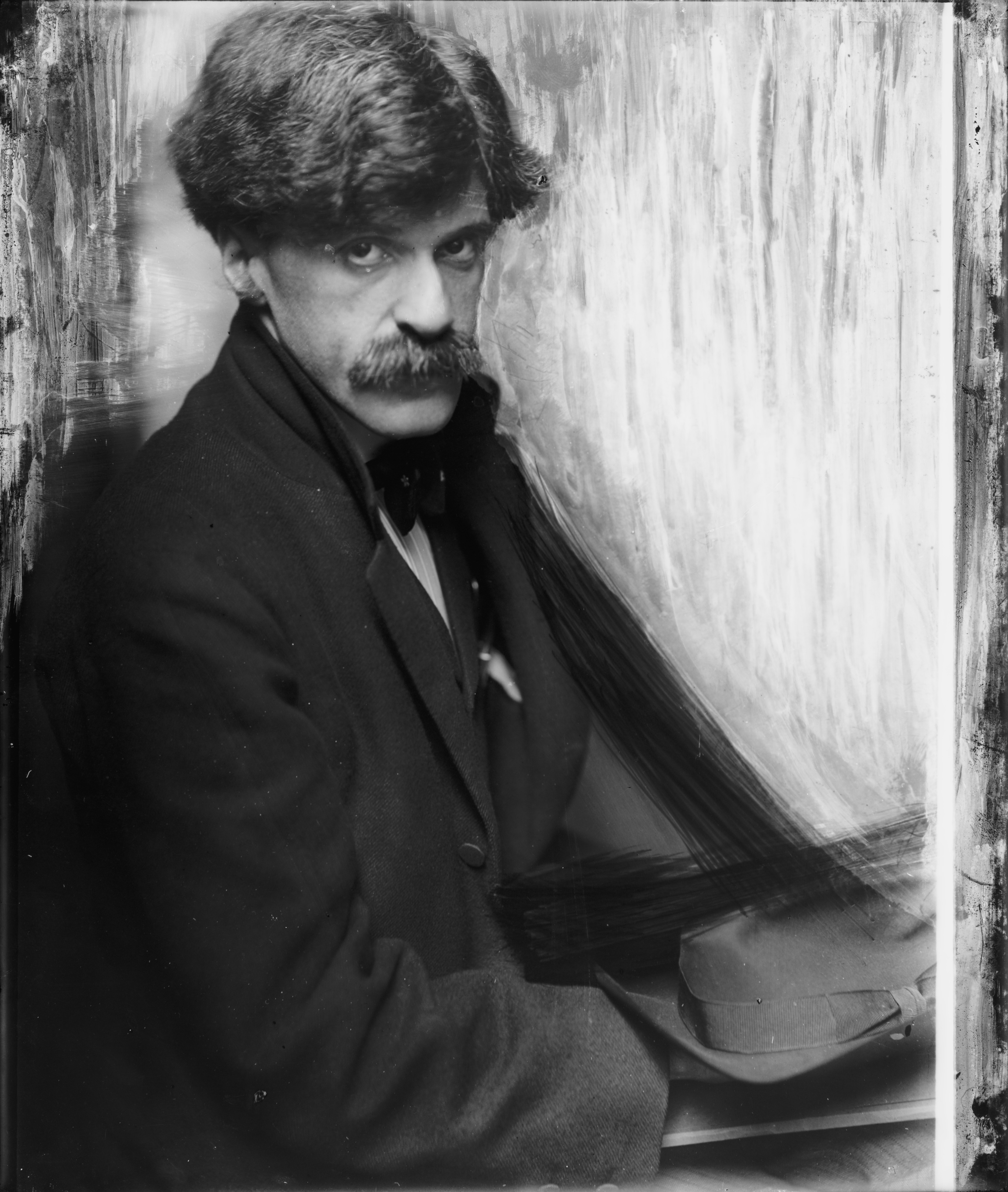
Alfred Stieglitz um 1902, Foto von Gertrude Käsebier

Anfang des Jahres 1908 besuchten er und sein Bruder Frank, der Maler war, die Ausstellung über Rodins Zeichnungen in den Little Galleries of the Photo-Secession, später Galerie 291, wo er Alfred Stieglitz kennenlernte. Beide Brüder erwarben Werke aus der Ausstellung, und Haviland führte lange Gespräche über Kunst und Kultur mit Stieglitz, dessen Galerie er als „a unique oasis of cultivation“ ansah und wo er viel Zeit verbrachte. Wenige Monate später sollte die Galerie wegen einer erheblichen Mieterhöhung geschlossen werden. Ohne Stieglitz zu informieren, wandte sich Haviland an den Vermieter und unterzeichnete einen Drei-Jahres-Vertrag für größere Räume in demselben Gebäude. 
Ab dem Jahr 1909 schrieb Haviland Kolumnen für Stieglitz’ Zeitschrift Camera Work, und im Oktober des Jahres wurde seine Fotografie Portrait – Miss G.G. in Heft 28 veröffentlicht. Ein Jahr später wurde er Mitherausgeber, fungierte auch als Sekretär der Galerie 291 und half bei der Organisation der Ausstellungen französischer Künstler.
1912 gewann Haviland den ersten Preis der jährlich veranstalteten „John Wanamaker Exhibition of Photographs“ in Philadelphia, in der Stieglitz Juror war. Wenige Monate später wurden sechs weitere Fotografien in Camera Work (Nr. 39, 1912) veröffentlicht. Ein Jahr später schrieb er zusammen mit Marius de Zayas einen der ersten ausführlichen Essays über moderne Kunst, A Study of the Modern Evolution of Plastic Expression (New York, 1913).

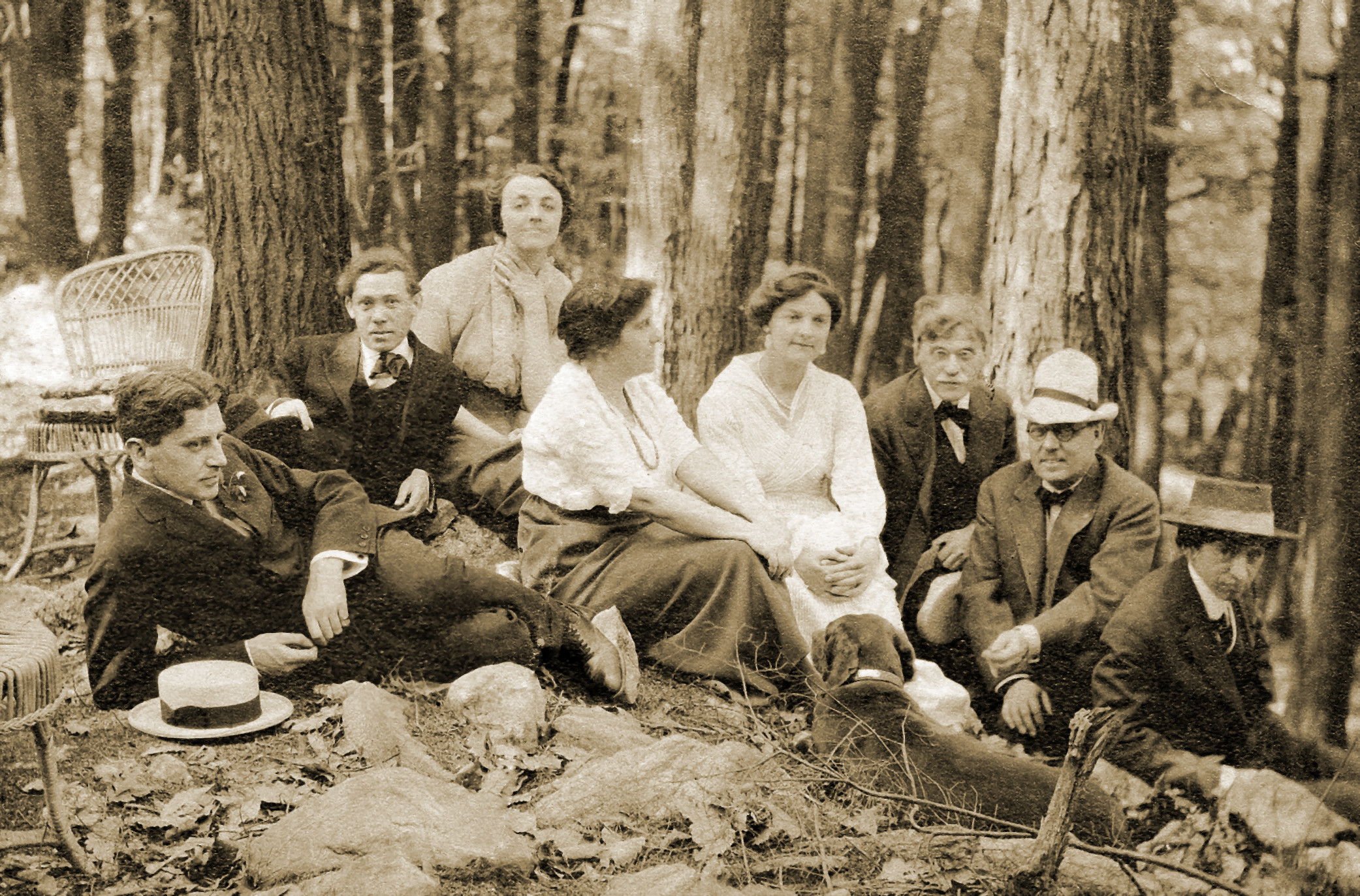
Mount Kisco 1912, von links: Paul Haviland, Abraham Walkowitz, Katharine Rhoades, Stieglitz’ erste Frau Emily, Agnes E. Meyer, Alfred Stieglitz, J.B. Kerfoot, John Marin

1915 schlugen Haviland und weitere Mitarbeiter in der Galerie 291, Agnes E. Meyer und de Zayas, die unzufrieden mit der Entwicklung der Galerie waren, die Gründung eines neuen Fotomagazins vor. Er wurde als treibende Kraft einer der Herausgeber und Autoren des Magazins, das wie die Galerie 291 betitelt wurde.
Ein Jahr später, 1916, rief ihn sein Vater zurück nach Frankreich, da er im Familienbetrieb in Limoges benötigt wurde. Im folgenden Jahr heiratete er Suzanne Lalique, die Tochter des bekannten Glasdesigners und Art Nouveau-Künstlers René Lalique. Suzanne Lalique hatte bereits im Alter von 17 Jahren künstlerisch in der Firma ihres Vaters gearbeitet und setzte ihre Arbeit später auch für die Porzellanfabrik Haviland fort. 1918 wurde der Sohn Jack geboren, 1923 die Tochter Nicole. Paul Haviland korrespondierte ständig mit Stieglitz, kehrte aber aus beruflichen und familiären Gründen – Havilands Vater starb 1921 – nie nach New York zurück.
Für mehrere Jahre war Haviland mit rechtlichen Auseinandersetzungen um die Eigentümerverhältnisse des Familienunternehmens befasst.
Als sie 1925 geregelt waren, kaufte er sich von seinem ausbezahlten Anteil ein Kloster aus dem 17. Jahrhundert, Le Prieuré de la Mothe. Das umgebende Gelände wandelte er in ein Weinbaugebiet um und betätigte sich bis zum Lebensende als Hobbywinzer, der seinen eigenen Wein herstellte. Im Juni 1943 erhielt er die französische Staatsbürgerschaft, die er 1930 beantragt hatte.
Paul Haviland starb 1950 auf seinem Anwesen in Yzeures-sur-Creuse.

## Würdigung und Nachlass

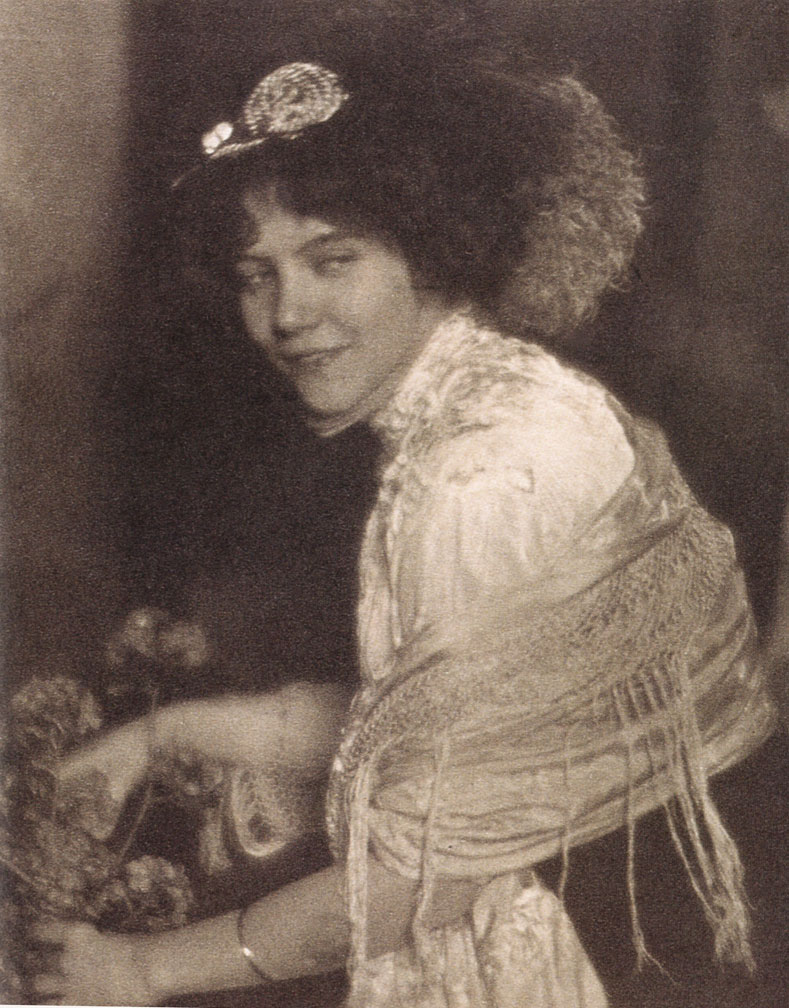
Portrait Miss G.G., veröffentlicht in Camera Work, No 28, 1909

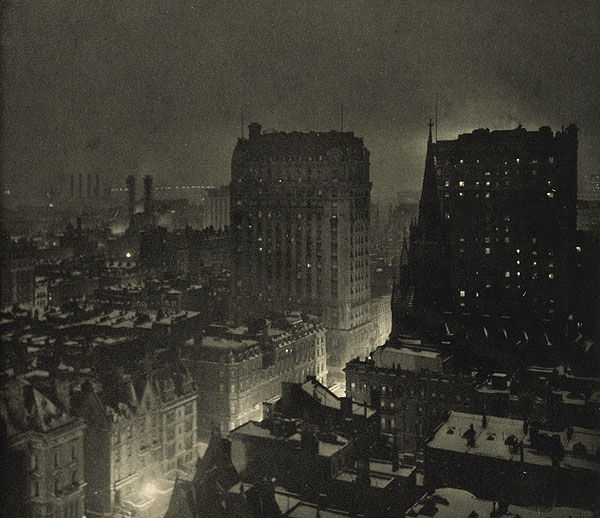
New York at night, veröffentlicht in Camera Work 46, 1914

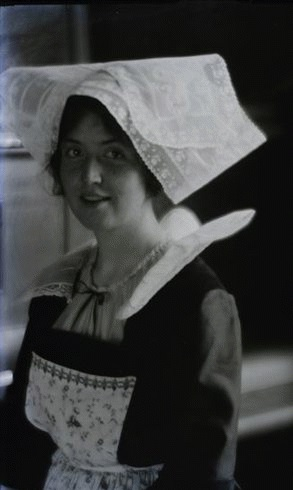
Loraine Wyman (1915)

Von 1941 bis 1943 versteckte das Ehepaar Haviland den Freund der Familie, den französischen Maler Georges Picard, der als Jude von seinem Wohnsitz in Obernai im Elsass vertrieben worden war, in seinem Haus und sorgte dafür, dass Picard nach seinem Tod auf dem Friedhof von Yzeures-sur-Creuse mit ewigem Ruherecht bestattet wurde. 2007 wurde Paul Haviland postum mit der „Médaille des Justes parmi les Nations“ (Gerechter unter den Völkern) des Staates Israel ausgezeichnet.
Picards Nachlass aus Briefen und weiteren Papieren übergab der Galerist und Verleger Serge Aboukrat als Vermittler Anfang 2012 dem Mémorial de la Shoah, einem Museum und Dokumentationszentrum des Holocaust in Paris. Die Sammlung war von der Tochter der Havilands, Nicole Maritch-Haviland, zusammengestellt worden. Der fotografische Nachlass findet sich im Musée d’Orsay, Paris.

## Werk
1908, nach dem Treffen mit Stieglitz, wurde Haviland zum engagierten Fotografen. Sein Frühwerk reflektiert dessen Einfluss: unscharfe Figuren, aus dem Halbdunkel kommend, vom Japonismus und dem Maler Whistler inspiriert. Im Sommer 1909 fotografierte Haviland New York zur Nachtzeit. Sein Werk zeigt die direkte Verbindung zu den Vorgängern, dem Briten Paul Marston (1864–1942), dem Urheber von London by Gaslight (1896) sowie Stieglitz, der Fotografien der Metropole New York bereits 1897 schuf. Die Fotografien zeigen Havilands Interesse an der elektrischen Beleuchtung, meistens hielt er die Kamera direkt ins Licht. Bei dem Motiv des Nachtklubs „Rector’s“ versuchte er sowohl den Lichtschein um die Straßenlaternen als auch die Reflexionen auf dem nassen Asphalt aufzufangen. Die Serie der New Yorker Nachtbilder war der Beginn von Havilands Wendung hin zu einem Ästhetizismus, der zugleich rauer, näher am Schnappschuss und geometrisch war. Ihre Vollendung fand die Richtung in Fotografien von Straßen, Dächern und dem Hafen von New York in den Jahren 1910 bis 1914. Obgleich er nach dem Ersten Weltkrieg in Frankreich weiterhin Porträts schuf, hatten sie nicht mehr die Qualität seiner New Yorker Fotografien. Paul Havilands Werk wird der kunstfotografischen Stilrichtung des Piktorialismus zugerechnet.